# Włodzimierz Patuszyński
Włodzimierz Patuszyński, ps. Maciej Gracz (ur. 4 stycznia?/17 stycznia 1916 w Irkucku, zm. 11 sierpnia 1983 w Warszawie) – polski poeta, autor tekstów piosenek, konferansjer, także aktor, piosenkarz i kompozytor.

## Życiorys
Debiutował w latach 30. jako autor tekstów piosenek dla zespołu rewelersów „Cztery Asy”. W okresie międzywojennym występował jako aktor i piosenkarz w teatrzykach rewiowych, pisał również teksty kabaretowe. W czasie II wojny światowej występował w Wilnie i we Lwowie. Po wyzwoleniu grał i śpiewał w teatrach w Chełmie, Lublinie, Krakowie i Katowicach. Wówczas występował m.in. z zespołem 1000 Taktów Muzyki Jazzowej pod kier. Zygmunta Karasińskiego i pracował jako konferansjer, prowadząc koncerty popularnych w tamtych latach piosenkarzy i zespołów estradowych, takie jak między innymi Pociąg do śmiechu (Gliwice, 1952) z udziałem Marii Koterbskiej i orkiestry Jerzego Haralda, czy w sopockim Turnieju radości z Januszem Gniatkowskim. Powrócił także do pisania tekstów piosenek. Jego pierwszym powojennym przebojem została piosenka pt. To niby takie proste do muzyki Wiktora Kolankowskiego, w wykonaniu Reny Rolskiej. W 1958 roku zamieszkał w Szczecinie. Tam współpracował z Muzyczną Sceną Poezji „13 Muz”, zwaną także „Kabaretem Piosenki” i poznał Jana Janikowskiego, z którym stworzył repertuar dla żeńskiego zespołu wokalnego tamtejszego Technikum Handlowego, który wkrótce przybrał nazwę Filipinki oraz dla Amazonek. Współpracował także z Operetką Szczecińską. Był m.in. autorem tekstów piosenek do sztuki Barry'ego Connersa Roxy w reżyserii Jana Maciejowskiego (prem. 18 listopada 1961), a także konferansjerem podczas imprez noworocznych organizowanych przez Operetkę i Estradę Szczecińską. Od 1962 prowadził cykliczną, coniedzielną imprezę Spotkanie z piosenką, odbywającą się w szczecińskim Zamku Książąt Pomorskich. W 1963 przeniósł się do Warszawy. Pisał teksty piosenek dla takich wykonawców jak: Maria Koterbska, Halina Kunicka, Stenia Kozłowska, Karin Stanek, Niki Ikonomu, Jadwiga Strzelecka, Krystyna Prońko, Bogdana Zagórska, Zdzisława Sośnicka, Bohdan Łazuka, Piotr Szczepanik, Maciej Kossowski, Czesław Niemen, Andrzej Zaucha, Trubadurzy, Czerwono-Czarni, Niebiesko-Czarni, Czerwone Gitary, czy Dżamble.

## Wybrane piosenki
- A jednak warszawianki (muz. Ryszard Sielicki) – wyk. Bogdan Łazuka
- A może to nie byłam ja (muz. Czesław Majewski) – wyk. Bogdana Zagórska
- Agatko, pocałuj! (muz. Józef Krzeczek) – wyk. Maciej Kossowski i Czerwono-Czarni
- Amazonki i wiatr (muz. Jan Janikowski) – wyk. Amazonki
- Bal Arlekina (muz. Jan Janikowski) – wyk. Filipinki
- Bezsenność we dwoje (muz. Marian Pawlik) – wyk. Dżamble (voc. Andrzej Zaucha)[2][3], a także Paulina Lenda & Maciek Czemplik
- Biała bluzka, czarne spodnie (muz. Mateusz Święcicki) – wyk. Karin Stanek i Czerwono-Czarni
- Biedna (muz. Janusz Koman) – wyk. Krystyna Prońko
- Charleston nastolatków (muz. Jan Janikowski) – wyk. Filipinki
- Charleston we dwoje (muz. Mateusz Święcicki)
- Chłopiec z gitarą (muz. Jan Janikowski) – wyk. Karin Stanek i Czerwono-Czarni, a także Marlena Drozdowska, Maryla Rodowicz, Joanna Kulig, Natasza Urbańska, Halina Mlynkova, Agnieszka Koziarowska
- Co ja zrobię, że cię lubię (muz. Ryszard Poznakowski) – wyk. Jadwiga Strzelecka
- Co to znaczy szabadabada (muz. Jerzy Pulcyn)
- Dla młodych ten twist (muz. Józef Krzeczek) – wyk. Karin Stanek
- Do widzenia, profesorze (muz. Jan Janikowski) – wyk. Filipinki
- Dwie tęsknoty (muz. Zygmunt Rychter)
- Dwudziestolatki (muz. Józef Krzeczek) – wyk. Maciej Kossowski i Czerwono-Czarni
- Dziewczęta pięknieją nie dla nas (muz. Leszek Bogdanowicz) – wyk. Mieczysław Fogg i Ludwik Sempoliński
- Erotyk op. 1 (muz. Ryszard Poznakowski) – wyk. Stenia Kozłowska
- Filipinki - to my (muz. Jan Janikowski) – wyk. Filipinki
- Gdybym... (muz. Ryszard Poznakowski) – wyk. Halina Kunicka
- Ja mam taniec, śpiew i ciebie (muz. Zbigniew Bizoń) – wyk. Kasia Sobczyk i Czerwono-Czarni
- Kochankowie z Werony (muz. Jan Janikowski)
- Krótki lot (Józef Krzeczek)
- Kto ci to powiedział (muz. Ryszard Poznakowski) – wyk. Bogdana Zagórska
- Kto się lubi (muz. Jan Janikowski) – wyk. Filipinki
- Mam dobry dzień (muz. Seweryn Krajewski) – wyk. Czerwone Gitary (voc. Seweryn Krajewski)
- Miłość latem obrodziła (muz. Jan Janikowski)
- Motor i ja (muz. Mateusz Święcicki) – wyk. Karin Stanek i Czerwono-Czarni
- Może jutro będzie smutno (muz. Przemysław Gwoździowski) – wyk. Bogdana Zagórska
- Nasze lato (muz. Тоnczo Rusew) – wyk. Bogdana Zagórska
- Nie chcemy wspomnień (muz. Ryszard Poznakowski) – wyk. Trubadurzy
- Nie przynoś mi kwiatów, dziewczyno (muz. Ryszard Poznakowski) – wyk. Trubadurzy
- Nie zabłądzisz (muz. Mateusz Święcicki)
- Nie zawsze musi być (muz. Józef Krzeczek) – wyk. Maciej Kossowski
- Nowy ragtime (muz. Wojciech Kamiński) wyk. Duet wokalny zespołu Ragtime Jazz Band
- Pamiętam ten dzień (muz. Czesław Niemen) – wyk. Czesław Niemen
- Piosenka o warkoczykach (muz. Mirosław Wójcik) – wyk. Karin Stanek i Czerwono-Czarni
- Piosenka z uśmiechem (muz. Józef Krzeczek) – wyk. Karin Stanek i Czerwono-Czarni
- Piosenki twojego snu (muz. Ryszard Sielicki) – wyk. Filipinki
- Pod kolorowym parasolem (muz. Zygmunt Rychter)
- Powiatowy twist (muz. Stefan Rembowski) – wyk. Bogdan Łazuka
- Powiedzcie nam (muz. Leszek Bogdanowicz – wyk. Mieczysław Fogg i Ludwik Sempoliński
- Prima Aprilis (muz. Jan Janikowski) – wyk. Witold Eremow i zespół wokalny Technikum Handlowego w Szczecinie (Filipinki)
- Przepraszam cię (muz. Ryszard Sielicki)
- Rozmowa naszych rąk (muz. Janusz Koman) – wyk. Bogdana Zagórska
- Rówieśnicy (muz. Jan Janikowski) – wyk. Filipinki
- Spacer po porcie (muz. Jan Janikowski) – wyk. Filipinki
- Spokój naszych dni (muz. Zygmunt Apostoł) – wyk. Regina Pisarek
- Spotkamy się w piosence (muz. Józef Krzeczek) – wyk. Regina Pisarek
- Szkolny bal (muz. Józef Krzeczek) – wyk. Maciej Kossowski i Czerwono-Czarni
- Tak mi się podobasz jak nikt (muz. Jarosław Kukulski) – wyk. Bogdana Zagórska
- To niby takie proste (muz. Wiktor Kolankowski) – wyk. Rena Rolska; Czarno-Czarni
- Tu jest mój dom (muz. Jan Janikowski) – wyk. Niki Ikonomu i Filipinki (alternatywny tytuł Daleko od Aten)
- Tysiąc pięknych dziewcząt (muz. Jacek Szczygieł) – wyk. Krzysztof Krawczyk
- Uśmiechajcie się dziewczęta (muz. Ryszard Poznakowski) – wyk. Trubadurzy
- W oczach twych (muz. Czesław Majewski) – wyk. Bogdana Zagórska
- Wala twist (muz. Jan Janikowski) – wyk. Filipinki; Karin Stanek i Czerwono-Czarni
- Wio Kary (muz. Mirosław Wójcik) – wyk. Karin Stanek i Czerwono-Czarni
- Wspomnieniami wróćmy do szkoły (muz. Jan Janikowski) – wyk. Filipinki
- Za piękne słowa (muz. Janusz Koman) – wyk. Edward Hulewicz
- Zaczekaj aż opadnie mgła (muz. Maciej Kossowski) – wyk. Edward Hulewicz i Heliosi
- Zaproś mnie do swoich snów (muz. Janusz Koman) – Zdzisława Sośnicka[1]
- Zaproście mnie do tańca (muz. Zdzisław Górzyński)
- Zielone miasto (Szczecińska piosenka) (muz. Zygmunt Rychter)
- Zielone serce (muz. Józef Krzeczek) – wyk. Karin Stanek i Czerwono-Czarni
- Znamy taką noc (muz. Czesław Majewski) – wyk. Bogdana Zagórska

## Publikacje książkowe
- 1960: To niby takie proste slow-fox (Synkopa, Warszawa)
- 1963: Chłopiec z gitarą: twist (Wydawnictwa Artystyczne i Filmowe, Warszawa)
- 1966: Charleston we dwoje (Wydawnictwa Artystyczne i Filmowe, Warszawa)
- 1970: Trubadurzy: piosenki, teksty, fotografie (Polskie Wydawnictwo Muzyczne, Kraków)
- 1970: Utwory Trubadurów na zespół gitarowy (Polskie Wydawnictwo Muzyczne, Kraków)

## Nagrody
- 1975 – I nagroda na festiwalu Złoty Orfeusz w Warnie za piosenkę pt. W oczach twych, wyk. Bogdana Zagórska